# Onthophagus androgynus
Onthophagus androgynus là một loài bọ cánh cứng trong họ Bọ hung (Scarabaeidae).